# کیلرونان
کیلرونان (به لاتین: Kilronan) یک منطقهٔ مسکونی در جمهوری ایرلند است که در شهرستان گالوی واقع شده‌است. کیلرونان ۲۹۷ نفر جمعیت دارد و به دلیل مجاورت با دریا،هم سطح دریاست و ۰ متر بالاتر از سطح دریا واقع شده‌است.